# Rubus lentiginosus
Rubus lentiginosus är en rosväxtart som beskrevs av Edwin Lees. Rubus lentiginosus ingår i släktet rubusar, och familjen rosväxter. Inga underarter finns listade i Catalogue of Life.